# SN 1985S
SN 1985S – supernowa typu II odkryta 19 września 1985 roku w galaktyce M-02-07-10. W momencie odkrycia miała maksymalną jasność 12,80m.